# Bahnstrecke Van–Täbris
| Anleger der Eisenbahnfähre nach Van in Tatvan Îskele |                                             |                                         |                                         |
| Streckenlänge: | 337,7 km                                    |                                         |                                         |
| Spurweite: | 1435 mm (Normalspur)                        |                                         |                                         |
| Stromsystem: | 25 kV / 50 Hz (Abschnitt: Sufijan–Täbris) ~ |                                         |                                         |
| |                                             |                                         |                                         |
| \| \| \| von Ankara und ehemals Damaskus \| \| \| \| 363,8 \| Tatvan Îskele (Bahnhof Tatvan Mole) \| Tatvan Îskele (Bahnhof Tatvan Mole) \| \| \| \| Trajekt über den Van-See \| \| \| \| 0 \| Van Îskele Bahnhof Van Mole \| Van Îskele Bahnhof Van Mole \| \| \| 6,8 \| Van \| Van \| \| \| 20,0 \| Gölyazi \| Gölyazi \| \| \| 23,2 \| Çeken \| Çeken \| \| \| 35,0 \| Söylemez \| Söylemez \| \| \| 46,0 \| Erçek \| Erçek \| \| \| 61,2 \| Dibekli \| Dibekli \| \| \| 69,0 \| Aşağikesis \| Aşağikesis \| \| \| 76,6 \| Özalp \| Özalp \| \| \| 91,5 \| Çimenova \| Çimenova \| \| \| 102,2 \| Çaybağı \| Çaybağı \| \| \| 114,0 \| Kapıköy \| Kapıköy \| \| \| \| Grenze zwischen dem Iran und der Türkei \| \| \| \| 120,0 \| Razi \| Razi \| \| \| 136,0 \| Aqbali \| Aqbali \| \| \| 152,0 \| Miladi \| Miladi \| \| \| \| Qotour-Talbrücke \| \| \| \| 170 \| Babakan \| Babakan \| \| \| 187,0 \| Salamas auch: „Salmas“ \| Salamas auch: „Salmas“ \| \| \| 199,0 \| Schkarjasi \| Schkarjasi \| \| \| 216,0 \| Tscheschmesch Konan \| Tscheschmesch Konan \| \| \| 223,0 \| Alamsarai \| Alamsarai \| \| \| 236,0 \| Tasudschqleh \| Tasudschqleh \| \| \| 249,0 \| Til \| Til \| \| \| 254,0 \| Scharafchaneh \| Scharafchaneh \| \| \| 273,0 \| Schabestan \| Schabestan \| \| \| 279,0 \| Dise Chalil \| Dise Chalil \| \| \| 288,0 \| Ali Schah \| Ali Schah \| \| \| \| von Dscholfa \| \| \| \| 307,0 766,6 \| Sufijan \| Sufijan \| \| \| 754,0 \| Tasechand \| Tasechand \| \| \| 751,0 \| Sahlan \| Sahlan \| \| \| 735,9 \| Täbris \| Täbris \| \| \| \| nach Teheran \| \| |                                             |                                         |                                         |
| Strecke |                                             | von Ankara und ehemals Damaskus         | von Ankara und ehemals Damaskus         |
| Bahnhof | 363,8                                       | Tatvan Îskele (Bahnhof Tatvan Mole)     | Tatvan Îskele (Bahnhof Tatvan Mole)     |
| Eisenbahnfähre |                                             | Trajekt über den Van-See                | Trajekt über den Van-See                |
| Bahnhof | 0                                           | Van Îskele Bahnhof Van Mole             | Van Îskele Bahnhof Van Mole             |
| Bahnhof | 6,8                                         | Van                                     | Van                                     |
| ehemaliger Bahnhof | 20,0                                        | Gölyazi                                 | Gölyazi                                 |
| Bahnhof | 23,2                                        | Çeken                                   | Çeken                                   |
| Bahnhof | 35,0                                        | Söylemez                                | Söylemez                                |
| Bahnhof | 46,0                                        | Erçek                                   | Erçek                                   |
| Bahnhof | 61,2                                        | Dibekli                                 | Dibekli                                 |
| ehemaliger Bahnhof | 69,0                                        | Aşağikesis                              | Aşağikesis                              |
| Bahnhof | 76,6                                        | Özalp                                   | Özalp                                   |
| Bahnhof | 91,5                                        | Çimenova                                | Çimenova                                |
| Bahnhof | 102,2                                       | Çaybağı                                 | Çaybağı                                 |
| Bahnhof | 114,0                                       | Kapıköy                                 | Kapıköy                                 |
| Grenze |                                             | Grenze zwischen dem Iran und der Türkei | Grenze zwischen dem Iran und der Türkei |
| Bahnhof | 120,0                                       | Razi                                    | Razi                                    |
| Bahnhof | 136,0                                       | Aqbali                                  | Aqbali                                  |
| Bahnhof | 152,0                                       | Miladi                                  | Miladi                                  |
| Brücke über Wasserlauf |                                             | Qotour-Talbrücke                        | Qotour-Talbrücke                        |
| Bahnhof | 170                                         | Babakan                                 | Babakan                                 |
| Bahnhof | 187,0                                       | Salamas auch: „Salmas“                  | Salamas auch: „Salmas“                  |
| Bahnhof | 199,0                                       | Schkarjasi                              | Schkarjasi                              |
| Bahnhof | 216,0                                       | Tscheschmesch Konan                     | Tscheschmesch Konan                     |
| ehemaliger Bahnhof | 223,0                                       | Alamsarai                               | Alamsarai                               |
| Bahnhof | 236,0                                       | Tasudschqleh                            | Tasudschqleh                            |
| ehemaliger Bahnhof | 249,0                                       | Til                                     | Til                                     |
| Bahnhof | 254,0                                       | Scharafchaneh                           | Scharafchaneh                           |
| ehemaliger Bahnhof | 273,0                                       | Schabestan                              | Schabestan                              |
| Bahnhof | 279,0                                       | Dise Chalil                             | Dise Chalil                             |
| ehemaliger Bahnhof | 288,0                                       | Ali Schah                               | Ali Schah                               |
| Abzweig geradeaus und von links |                                             | von Dscholfa                            | von Dscholfa                            |
| Bahnhof | 307,0 766,6                                 | Sufijan                                 | Sufijan                                 |
| ehemaliger Bahnhof | 754,0                                       | Tasechand                               | Tasechand                               |
| Bahnhof | 751,0                                       | Sahlan                                  | Sahlan                                  |
| Bahnhof | 735,9                                       | Täbris                                  | Täbris                                  |
| Strecke |                                             | nach Teheran                            | nach Teheran                            |

Die Bahnstrecke Van–Täbris verbindet die türkische Eisenbahn (TCDD) mit der Eisenbahn des Iran.

## Beschreibung

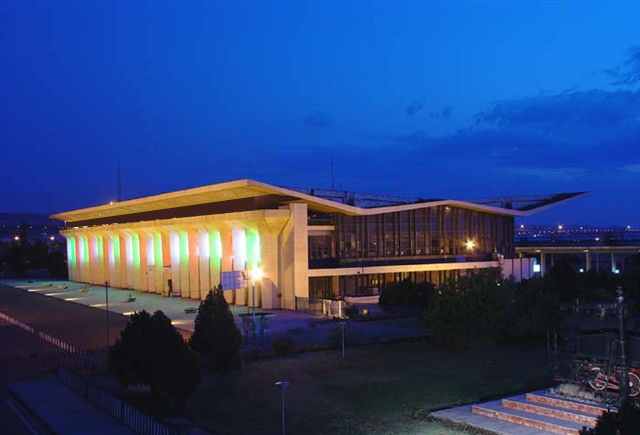
Empfangsgebäude Täbris

Die Strecke ist eingleisig und 377,7 km lang und wurde in der in beiden Ländern standardmäßig verwendeten Normalspur errichtet. Eröffnet wurde die Strecke in ihrer gesamten Länge 1971. Zwischen Täbris und Sufian nutzt die Verbindung die schon seit 1916 bestehende Bahnstrecke Täbris–Dscholfa, zwischen Sufian und Scharaf Chanech eine ebenfalls seit damals bestehende 53 km lange Zweigstrecke der Bahnstrecke Täbris–Dscholfa. Von Van besteht Trajektverkehr zum Bahnhof Tatvan İskele, dem Endpunkt der Bahnstrecke Elazığ–Tatvan, die 1964 eröffnet wurde. Grenzbahnhöfe sind Kapıköy (Türkei, Streckenkilometer 114) und Razi (Iran, Streckenkilometer 120).

## Verkehr
Die Strecke ist, wenn die politischen Konstellationen auf beiden Seiten der Grenze stimmig sind, im Güterverkehr von Bedeutung. Derzeit ist aufgrund der Wirtschaftssanktionen gegen den Iran das Güterverkehrsaufkommen auf der Strecke schwach, der Personenverkehr beschränkte sich auch in besten Zeiten aber auf wenige Züge pro Woche. Hier verkehrten der Trans Asya Ekspresi zwischen Istanbul-Haydarpaşa und Teheran und der Tahran Şam Ekspresi zwischen Täbris und Damaskus.
Zum 15. Januar 2018 wurde auf dem Vansee für das Trajekt Tatvan–Van eine neue Fähre in Betrieb genommen. Die Sultan Alparslan ist eine Eisenbahnfähre, 136,5 m lang und 24 m breit. Auf vier parallelen Gleisen von je 125 m Länge können 50 Güterwagen bei einem Maximalgewicht von 3875 Tonnen gleichzeitig übergesetzt werden. Die Sultan Alparslan ist die größte Fähre der Türkei. Zusätzlich können 350 Reisende mitgenommen werden. Die Fähre wurde im Dock von Van gebaut. Eine zweite Fähre wurde noch im Laufe des Jahres 2018 in Betrieb genommen. Die alten Fähren hatten nur eine Kapazität von 500 Tonnen und 8–12 Wagen.
Am 16. Juni 2018 wurde nach etwa dreijähriger Unterbrechung auch der Personenverkehr zwischen Van und Täbris wieder aufgenommen. Der Zug verkehrt ein Mal wöchentlich.